# لورن پرایس
لورن پرایس (انگلیسی: Lauren Price؛ زادهٔ ۲۵ ژوئن ۱۹۹۴) بوکسور زن اهل بریتانیا است.